# Acer australe
Acer australe é uma espécie de árvore do gênero Acer, pertencente à família Aceraceae.